# Ricardo Katza
Ricardo Katza (Città del Capo, 12 marzo 1978) è un ex calciatore sudafricano, di ruolo difensore.

## Carriera

### Club
Ha giocato nel campionato sudafricano.

### Nazionale
Ha collezionato 20 presenze per la nazionale sudafricana.

## Palmarès

### Club

#### Competizioni nazionali
- Campionato sudafricano: 3

SuperSport Utd: 2007-2008, 2008-2009, 2009-2010
- Coppa del Sudafrica: 1

SuperSport Utd: 2005
- MTN 8: 1

SuperSport Utd: 2004